# 곰퍼츠 함수
곰퍼츠 함수(Gompertz function)는 벤저민 곰퍼츠(Banjamin Gompertz)의 이름을 따온 함수이다. 사망률은 지수함수적으로 증가한다는 곰퍼츠 사망률 법칙에서 유래된 것으로, 사망 뿐만 아니라 성장의 연구에도 이용되고 있다. 일반화 로지스틱 함수에 속한다.

## 같이 보기
- 곰퍼츠-메이컴 사망률 법칙
- 벤저민 곰퍼츠
- 곰퍼츠 분포
- 생명표